# Biloxi
Biloxi – miasto (city) w Stanach Zjednoczonych, w stanie Missisipi, położone nad Zatoką Meksykańską, na półwyspie oddzielonym od lądu zatoką Back Bay of Biloxi. Tworzy zespół miejski wraz z sąsiednim Gulfport, z którym współdzieli także funkcję siedziby władz hrabstwa Harrison. Liczba mieszkańców Biloxi wynosi 44 820 (2013), a aglomeracji 248 820 (2010).
Miasto założone zostało przez Francuzów na początku XVIII wieku (Fort Maurepas, obecnie w granicach miasta Ocean Springs, znany też jako Old Biloxi („stare Biloxi”) powstał już w 1699 roku). W latach 1719–1722 miasto było stolicą francuskiej Luizjany. W późniejszych latach miasto znalazło się w rękach brytyjskich, a następnie hiszpańskich. W 1810 roku miasto należało do krótkotrwałej Republiki Florydy Zachodniej, po czym wcielone zostało do Stanów Zjednoczonych.
Ze względu na swoje położenie miasto wielokrotnie nawiedzane było przez huragany, w tym szczególnie dotkliwe Camille (1969) i Katrina (2005).
W mieście rozwinął się przemysł stoczniowy oraz spożywczy.
W Biloxi znajduje się baza wojskowa Keesler Air Force Base.